# Friedhelm Schneidewind
Friedhelm Schneidewind (* 21. Februar 1958 in Baumholder) ist ein deutscher Schriftsteller, Journalist, Musiker und Dozent.

## Leben und Werk
Friedhelm Schneidewind verbrachte seine Grundschulzeit in Berlin, besuchte das Ludwigsgymnasium in Saarbrücken und machte Abitur am Friedrich-Wilhelm-Gymnasium in Trier.
In Saarbrücken studierte er Biologie und Informatik. Gemeinsam mit seiner Frau leitete er dort 1990 bis 1996 eine Druckerei mit angeschlossenem Verlag. Von 1991 bis 1996 war er Vorsitzender des Studio-Theater-Vereins, gab in seinem Logos-Verlag das Saarländische Kulturjournal heraus und begründete den Deutschen Literatur-Theater-Preis.
Von 2003 bis 2019 arbeitete Schneidewind in Hemsbach als freiberuflicher Autor, Journalist, Musiker und Dozent, u. a. im Medienbereich und für Betriebsräte. Seit 2019 lebt und arbeitet er in Mannheim.
Sein erstes Buch veröffentlichte Schneidewind 1993, eine Sammlung von Essays und Geschichten, 1994 folgte das vampireske Schauspiel Carmilla, das er und seine damalige Frau nach der gleichnamigen Geschichte von Sheridan Le Fanu schrieben und inszenierten und in dem sie die Hauptrollen spielten. Das Stück wurde von 1994 bis 2000 über 60 Mal aufgeführt, unter anderem beim Wave-Gotik-Treffen in Leipzig, in Georgien und Rumänien.
Seither hat Schneidewind rund 25 weitere Bücher geschrieben, darunter acht Lexika, zwei Sachbücher, zwei Liederhefte, fünf Kurzgeschichten-Bände und einen Roman. Besonders erfolgreich waren Das ABC rund um Harry Potter (2000) und Das große Tolkien-Lexikon (2001), das 2018 in einer zweiten, erweiterten und aktualisierten Ausgabe erschienen ist. Als Experte für Mittelerde tritt Schneidewind immer wieder bei Veranstaltungen wie dem RingCon, dem HobbitCon, auf Messen und in Buchhandlungen auf.
Im Herbst 2019 veröffentlichte Schneidewind seinen ersten Roman im Karl-May-Verlag.
Schneidewind ist zudem als Musiker und Barde unter dem Namen Amadeus Contraquies aktiv und publizierte mehrere Liederhefte, Tonträger und Videos. 1986 bis 1989 leitete er das Barockensemble Ensemble Lindale, seit 1995 die von ihm mitbegründete Mittelaltertruppe Conventus Tandaradey. Seit 2013 bildet er mit Erlentochter Daniela Osietzki das Duo Bardensang und Zauberklang.

## Preise und Nominierungen
- 2017: zweimonatiges Stipendium des Künstlerhauses Edenkoben[12]
- 2011: Festschrift für Friedhelm Schneidewind im Oldib-Verlag Essen
- 2011: Ehrung für besondere Verdienste um die Tolkienforschung und die Tolkien-Community[13]
- 2010: Ehrenmitglied bei Earth Rocks, Verein zur Förderung phantastischer Literatur Österreich

## Veröffentlichte Werke (Auszug)

### Sachbücher
- Das Lexikon rund ums Blut. Lexikon Imprint Verlag, Berlin, 1999, ISBN 3-89602-231-8.
- Das Lexikon von Himmel und Hölle. Lexikon Imprint Verlag, Berlin, 2000, ISBN 3-89602-231-8.
- Mythologie und phantastische Literatur, Oldib-Verlag, Essen, 2008, ISBN 978-3-939556-04-6.
- Mein Mittelerde. Artikel und Essays zu Tolkien und seinem Werk. Oldib-Verlag, Essen, 2011, ISBN 978-3-939556-25-1.
- Das neue große Tolkien-Lexikon. Conte-Verlag, St. Ingbert 2016, ISBN 978-3-95602-092-6.
- Music in Tolkien’s Work and Beyond. Walking Tree Publishers, Zollikofen/Jena, 2019 ISBN 978-3-905703-39-9.

### Romane & Erzählungen
- Roter Mund und wundes Herz. Oswald von Wolkenstein: Raufbold und Ritter, Diplomat, Dichter und begnadeter Musiker. acabus Verlag, Hamburg 2025, ISBN 978-3-86282-881-4
- Weiße Hölle. Phantastische Kurzgeschichten (Hrsg.). Phantastische Miniaturen Band 20. Phantastische Bibliothek Wetzlar, 2016.
- Das magische Tor im Kaukasus. Karl-May-Verlag, Bamberg 2019, ISBN 978-3-7802-2508-5.
- Brennende Labyrinthe. 100 Miniaturen zwischen Mythos und Zukunft. p.machinery, Winnert 2023, ISBN 978-3-95765-323-9.
- Old Firehands letzter Kampf. Ein Abenteuerroman im Wilden Westen. Karl-May-Verlag, Bamberg 2025, ISBN 978-3-7802-0576-6.

### Weitere Werke
- Carmilla (mit Ulrike Schneidewind). Vampireskes Schauspiel nach Sheridan Le Fanu von 1872. VERBVersum, Mannheim 2018, ISBN 978-3-932683-36-7.
- Das Quiz der Ringe. 222 spannende und überraschende Fakten aus Tolkiens Welt. arsEdition, München 2023.